# Pfröpfling
Ein Pfröpfling ist eine Pflanze, die aus zwei genetisch unterschiedlichen Teilen zusammengesetzt und zusammengewachsen ist.
Bei der ungeschlechtlichen Vermehrung (durch Stecklinge oder Absenker) entstehen genetisch gleiche Pflanzen, die wurzelecht sind, d. h., aus einem Wurzeltrieb würde wieder die gleiche Sorte hervorgehen.
Demgegenüber sollen bei einer gepfropften Pflanze in unterschiedlichen Pflanzenteilen unterschiedliche Sorteneigenschaften entstehen.

## Vorteile
- Manche Pflanzen benötigen (etwa bei der Weinrebe zur Reblaus-Resistenz) bestimmte Wurzeleigenschaften, die Früchte aber sollen die bewährten Sorten haben. Durch Pfropfung werden beide Vorteile miteinander verbunden.
- Durch die Verbindung unterschiedlicher Pflanzen (Beispiele: Birne oder Quitte auf Weißdorn; Apfelsorte „Holsteiner Cox“ auf Apfelsorte „M11“) ergibt sich eine wohlbestimmte Fremdheit von Wurzel und Trieb, die dazu führt, dass der Baum früher von der Wachstumszeit (vegetative Phase) in die Frucht- und Reifezeit (generative Phase) kommt, also bereits nach wenigen Jahren blüht und fruchtet; wurzelecht würden die Bäume riesig werden, erst nach etwa 10 Jahren fruchten und schwer zu pflücken sein. Durch die richtige Wahl der Unterlage kann also der Baumschuler bestimmen, ob ein Baum stark- oder schwachwüchsig wird und ob er bald Frucht trägt.
- Mehrere Sorten können auf demselben Baum wachsen.

## Nachteile
- Erhebliche Arbeitskosten;
- wilde Wurzelaustriebe, besonders bei Rosen und Pflaumen.

## Arbeitsweise
Wachsende Teile (Knospe, junger Zweig (Pfropfreis)) werden mit einem scharfen Messer an einen entsprechenden Platz der Unterlage-Pflanze eingefügt, so dass sich die Wachstumsschichten (Kambium) berühren; nach außen wird die Wunde mit Baumwachs luftdicht abgeschlossen. Die beste Jahreszeit dafür ist für Äpfel, wenn der Saftdruck am größten ist, also im April/Mai.

## Abgrenzung
Aus einem Pfröpfling kann eine Pfropfchimäre entstehen.